# الیمپوس سی-۷۳۰یوزد
الیمپوس سی-۷۳۰یوزد (به انگلیسی: Olympus C-730UZ) یک دوربین عکاسی ساخت شرکت الیمپوس است.